# براد أدكينز
براد أدكينز (بالإنجليزية: Brad Adkins)‏ هو فنان أمريكي، ولد في 1973.